# Delia Codebó

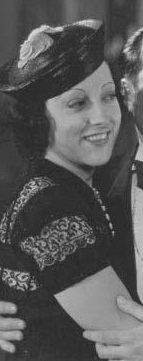
Delia Codebó

Adela Delia Codebó (nacida en Buenos Aires, Argentina - fallecida en Buenos Aires, Argentina) fue una reconocida primera actriz, cancionista y bailarina argentina.

## Biografía
Delia Codebó nació en la provincia de Buenos Aires, Argentina. Su padre era don Pedro Codebó, dueño de La Buseca, que era por aquel entonces un café muy recurrido por cantantes como Eduardo Monelos, Ricardo González "Mochila" y Harold Phillips, entre otros. Su hermana menor era la también actriz Rosa Codebó.

## Carrera
Codebó fue una importante actriz, que con su belleza y simpatía supo brillar en la gran pantalla en numerosos filmes junto a actores de la talla de Aída Alberti, Felisa Mary, Francisco Álvarez, Teresita Puértolas, Tita Merello, Floren Delbene, Nicolás Fregues, Rosa Rosen, Juan Carlos Thorry, Santiago Gómez Cou, María Esther Buschiazzo, María Esther Gamas y Beba Bidart.

### Filmografía
- 1936: Amalia
- 1938: Adiós Buenos Aires como Asunción
- 1938: Pampa y cielo
- 1938: Dos amigos y un amor
- 1938: El zorro
- 1939: El sobretodo de Céspedes como Julia[2]

### Teatro
En teatro compartió escenarios con grandes artistas como Elsa O'Connor, Julián Centeya, Cátulo Castillo, Esperanza Palomero, Amalia Bernabé, María Goicoechea, Luisa Pacheco y José Gabello, entre otros.
En 1924 formó parte de la compañía porteña encabezada por María Luisa Notar, con dirección artística de Horacio Dutra y participación de los actores Carmen Bustamante, Rosa Codebó, Carlos Cotto, Agustina Esteban, Severino Fernández, Nélida Guerrero, Luis Gómez, Carmen Lagomarsino, Aída López, Félix Mutarelli, José Puricelli, Ernesto Radino, Ambrosio Radrizzani y Huberto Santa Fe.
En 1927 formó parte de la "Compañía Nacional de Sainete y Comedia" de Ricardo Cassaux, en el Teatro Nacional.
En 1947 integra una compañía teatral junto a Gregorio Cicarelli, Leonor Rinaldi, Tito Lusiardo, Juan Dardés y la cancionista Chola Bosch.
Entre sus numerosas obras se destacan:
- Nueva temporada (1930), junto con Milagros de la Vega, Pierina Dealessi, Miguel Gómez Bao y Pascual Pelliciotta.
- De Gabino a Gardel de  de Ivo Pelay (1933), con Lusiardo y Carlos Gardel  con sus guitarristas Pettorossi, Guillermo Barbieri, Riverol.
- La novia perdida en el papel de Celia Rolón, con Emma Martínez, Amanda Santalla, Leonor Fernández y Natalia Fontán.
- Cuando lloran los payasos (1935), de Alberto Vacarezza, estrenada en el Teatro Mayo.
- Noches de carnaval (1936), con Olinda Bozán, Rosa Catá, Luisa Vehil y Malva Castelli.
- La niña sale de noche, con Elías Alippi, Iris Marga, Luis Arata, Luisa Vehil y Paulina Singerman.
- Patio de tango (1945)
- Agarrate del pincel que te saca la escalera (1946) junto a T. Lusiardo.
- El sobretodo de Céspedes, en su versión teatral.
- Hay baile en la Crucecita (1947), de  Germán Ziclis.
- El tango...hay que saberlo bailar (1947), estrenada en el Teatro Apolo, con música de José Tinelli.
- ¡Han robado un millón! (1947).
- La borrachera del tango (1947).
- No se achique Don Enrique (1948), estrenada en el T. Apolo con la Compañía Argentina de Espectáculos Cómicos encabezada por Gregorio Cicarelli, Leonor Rinaldi, Tito Lusiardo y Juan Dardés.[3]
- Entre taitas anda el juego (1948).

### Radio
En radio trabajó en 1952 en la comedia Lindo loco, Baldomero  con libro de Manuel A. Meaños, siempre junto a Tito.

## Vida privada
Delia se casó con el gran actor Tito Lusiardo el 24 de noviembre de 1930, con quien supo actuar tanto en cine como en teatro. Delia era ya viuda con una hija, Mabel Arrizabalaga, cuando se casa con Tito, quien cría a esta beba como si fuera propia.